# Baltimore Ravens
Baltimore Ravens je profesionální klub amerického fotbalu se sídlem v Baltimoru (stát Maryland). V současné době jsou členy North Division (Severní divize) American Football Conference (AFC, Americké fotbalové konference) National Football League (NFL, Národní fotbalové ligy). Název týmu je odvozen od básně “Havran“ Edgara Allana Poea, který v Baltimoru žil, pracoval a je zde i pohřben.
Baltimore Ravens vznikli z Cleveland Browns po kontroverzním přesunu v roce 1995. Art Modell, majitel Browns, oznámil úmysl přesunout tým do Baltimoru, což vyústilo v soudní žalobu. V návaznosti na to byl vyjednán unikátní kompromis: Modell si ponechá stávající hráče Browns i jejich smlouvy, ale jeho nový tým obdrží novou licenci. Jméno, historie a archivy Browns zůstanou v Clevelandu a noví Browns začnou hrát NFL v roce 1999 po uplynutí tříleté „deaktivační“ lhůty. Modellův tým byl na základě hlasování fanoušků pojmenován Baltimore Ravens a začal hrát od roku 1996.
I přes svou krátkou existenci zaznamenali Ravens velké úspěchy, do play-off se probojovali devětkrát, čtyřikrát získali divizní titul a dvakrát Super Bowl (2000 a 2012). Jsou tak jediným týmem NFL, který dokázal vícenásobnou účast v Super Bowlu vždy proměnit ve vítězství. Klub vede od roku 2002 generální manažer Ozzie Newsome, a od založení se na pozici trenéra vystřídali pouze tři muži: Ted Marchibroda, Brian Billick a John Harbaugh. Tým vlastní Steve Bisciotti a s odhadovanou hodnotou 1,157 miliardy dolarů byl v roce 2013 devatenáctou nejcennější sportovní organizací na světě.

## Historie

### 1995 - 1999
Baltimore Ravens vznikli v roce 1995, když Art Modell, vlastník Cleveland Browns, oznámil svůj úmysl přemístit tým z Clevelandu do Baltimoru. Následný spor skončil 8. února 1996 dohodou mezi Clevelandem a NFL, která stanovila, že jméno, barvy, design uniforem a historie licence zůstanou v Clevelandu, včetně klubových rekordů a hráčů v Síni slávy. Noví Cleveland Browns budou „reaktivováni“ v roce 1999. Modellův baltimorský tým dostane všechny hráče i s jejich smlouvami a novou licenci. Nicméně, ne všichni hráči a zaměstnanci vyjádřili ochotu se stěhovat do Baltimoru.
Po přesídlení najal Modell jako hlavního trenéra pro svůj tým Teda Marchibrodu, který byl znám jako trenér Baltimore Colts v sedmdesátých a Indianapolis Colts v devadesátých letech. Dlouholetý tight end Browns Ozzie Newsome byl přijat jako ředitel sportovních operací, později povýšil na hlavního manažera klubu.

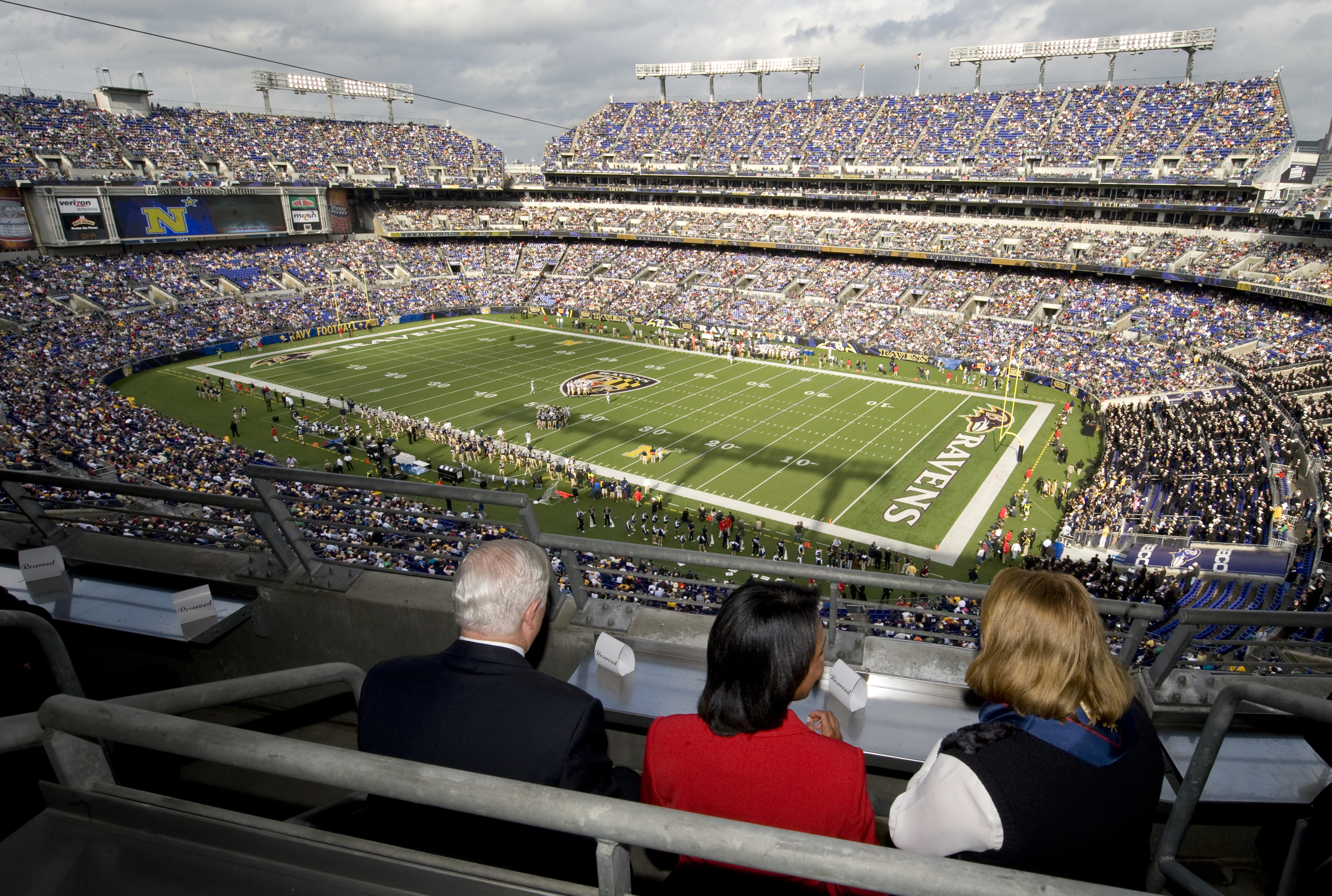
M&T Bank Stadium

První dva roky byl domovským stadionem Ravens Memorial Stadium, bývalé sídlo Baltimore Colts, v roce 1998 se stěhují na vlastní nový stadion Camden Yards. Ten později mění název na PSI Net Stadium a M&T Bank Stadium.

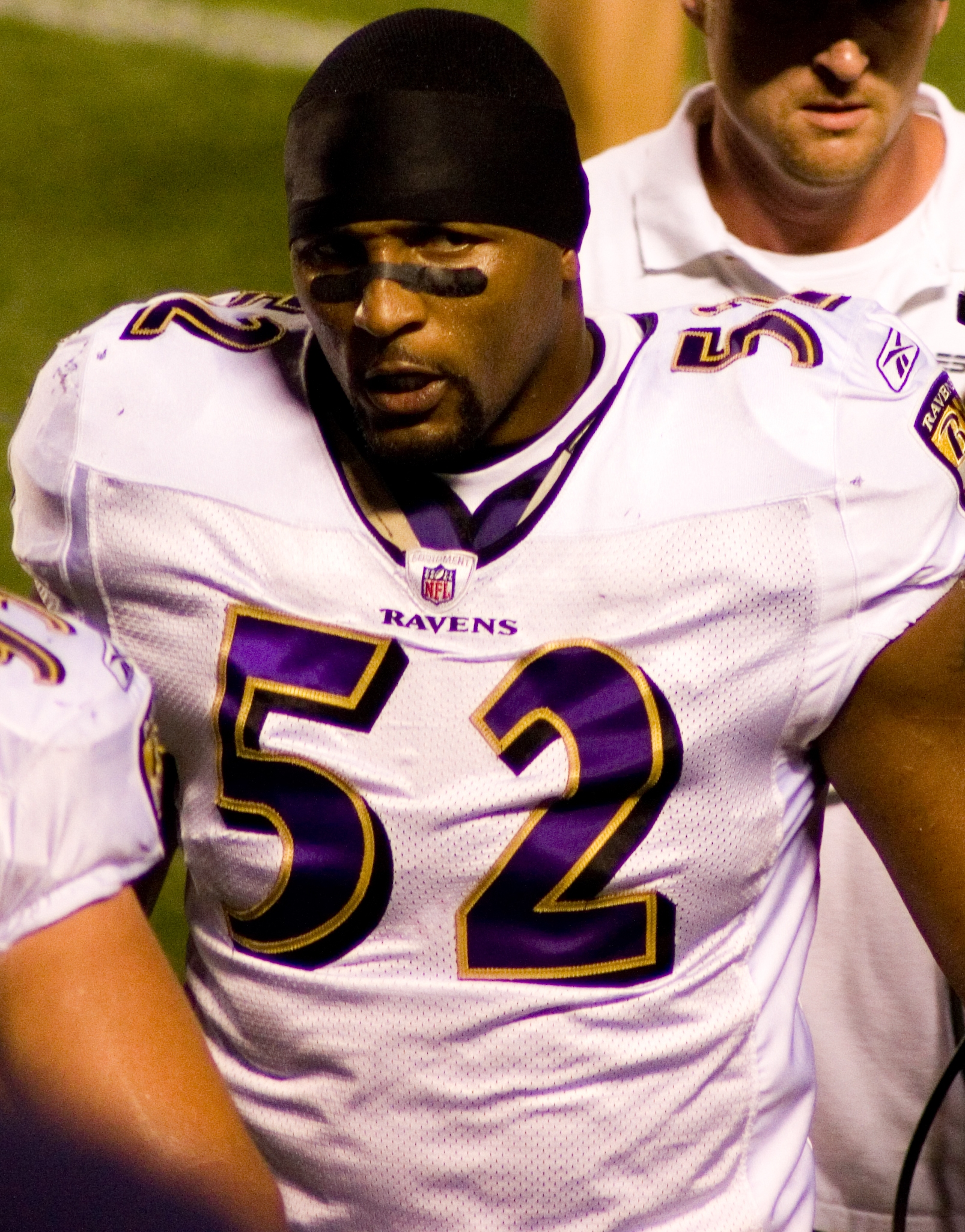
Ray Lewis

V Draftu NFL 1996 měli Ravens dvě volby v prvním kole: jako číslo 4 si vybrali offensive tackla Jonathana Ogdena a jako 26 Raye Lewise. Oba hráči strávili u Ravens celou kariéru a mají nakročeno k Síni slávy.
V zahajovacím utkání ročníku 1996 vyhráli baltimorští nad Oakland Raiders 19:14, ale zbytek sezóny úspěšný nebyl a Ravens skončili v divizi AFC Central na posledním místě s bilancí 4-12. Jedním z vrcholů sezóny byl zápas na hřišti Indianapolis Colts, kteří vyhráli 21:26.
Sezónu 1997 odstartovali Ravens s bilancí 3-1 dobře, ale nakonec s 6-9-1 do playoff neproklouzli. Peter Boulware, obránce z Florida State University s 11,5 sacky za sezónu, byl zvolen defenzivním nováčkem roku. 26. října tým poprvé odehrál utkání na hřišti nových regionálních rivalů, Washington Redskins, a vyhrál 20:17.
Quarterback Vinny Testaverde odchází před startem ročníku 1998 k New York Jets a je nahrazen bývalým hráčem Indianapolis Colts Jimem Harbaughem, a později Ericem Zeierem. Od Pittsburgh Steelers přichází cornerback Rod Woodson, Priest Holmes poprvé v kariéře naběhá v sezóně přes 1000 yardů. Ravens končí ročník s bilancí 6-10. 29. listopadu vítají Ravens Colts v Baltimore poprvé po patnácti letech a v bouři negativních reakcí směrem ke Colts vítězí 38:31.
Po třech neúspěšných sezónách v řadě pod Marchibrodou je čas na změnu, z Minnesota Vikigs přichází trenér Brian Billick. Ze St. Louis Rams je získán quarterback Tony Banks, který spolu s wide receiverem Quadry Ismailem dotahují Ravens na bilanci 8-8.
Vzhledem k neustálým finančním těžkostem nařídila NFL Modellovi prodej jeho licence. Dne 27. března 2000 vedení NFL schválilo prodej 49% Ravens Stevu Bisciottiovi. Součástí smlouvy je i možnost odkoupení zbývajících 51% za 325 milionů dolarů v roce 2004. 9. dubna 2004 NFL schvaluje koupi majoritního podílu v klubu Stevem Bisciottim.

### Sezóna 2000 – šampióni Super Bowlu XXXV
Rok 2000 zastihl obranu, vedenou defenzivním koordinátorem Marvinem Leiwsem ve fantastické formě. Ravens vytvořili nový rekord v počtu obdržených bodů za sezónu (16 utkání) s hodnotou 165 a překonali tak Chicago Bears z roku 1986 se 187 body. Ray Lewis byl jmenován defenzivním hráčem roku a se spoluhráči Samem Adamsem a Rodem Woodsonem byl vybrán do Pro Bowlu.
Quarterback Tony Banks začal sezónu s 5-1, ale po třech porážkách v řadě byl nahrazen Trentem Dilferem a tak to zůstalo až do konce sezóny. Naběhaných 1,364 za sezónu yardů nováčka running backa Jamala Lewise spolu se skálopevnou obranou drželi Ravens nad vodou, když se jinak ofenzívě nedařilo. V jedné části sezóny se Ravens nepodařilo v pěti zápasech za sebou skórovat touchdown, a přesto dvě utkání vyhráli. Po sérii sedmi vítězství v řadě se klub poprvé v historii s bilancí 12-4 dostal do playoff. Protože divizní rivalové Tennessee Titans nasbírali o jednou vítězství víc, musel Baltimore do utkání o divokou kartu, kde před 69,638 diváky porazil Denver Broncos 21:3. V divizním semifinále je čekala cesta právě do Tennessee. Za vyrovnaného stavu 10:10 zablokovala obrana Ravens pokus o field gól a z následného protiútoku skóroval touchdown Anthony Mitchell. Konečnou podobu výsledku 24:10 dal po interceptionu Ray Lewis. V AFC Championship je očekávali Oakland Raiders. Shannon Sharpe 96 yardovým touchdownem ve druhé čtvrtině spolu se zraněním quarterbacka Raiders Riche Gannona dopomohli k vítězství Ravens 16-3.
Baltimore se v Super Bowlu XXXV utkal s New York Giants a porazil je 34:7. Ravens zaznamenali 4 sacky a 5 turnoverů, jeden z nich proměnil Duane Starks v touchdown. Giants se podařilo skórovat pouze z kickoff returnu Ronem Dixonem ve třetí čtvrtině, ale Ravens bleskově kontrovali touchdownem na 24:7 a vítězství si pečlivou obranou vzít nenechali. Stali se tak teprve třetím týmem s divokou kartou (a čtvrtým nedivizním šampionem), který vyhrál Super Bowl.

### 2001 - 2002

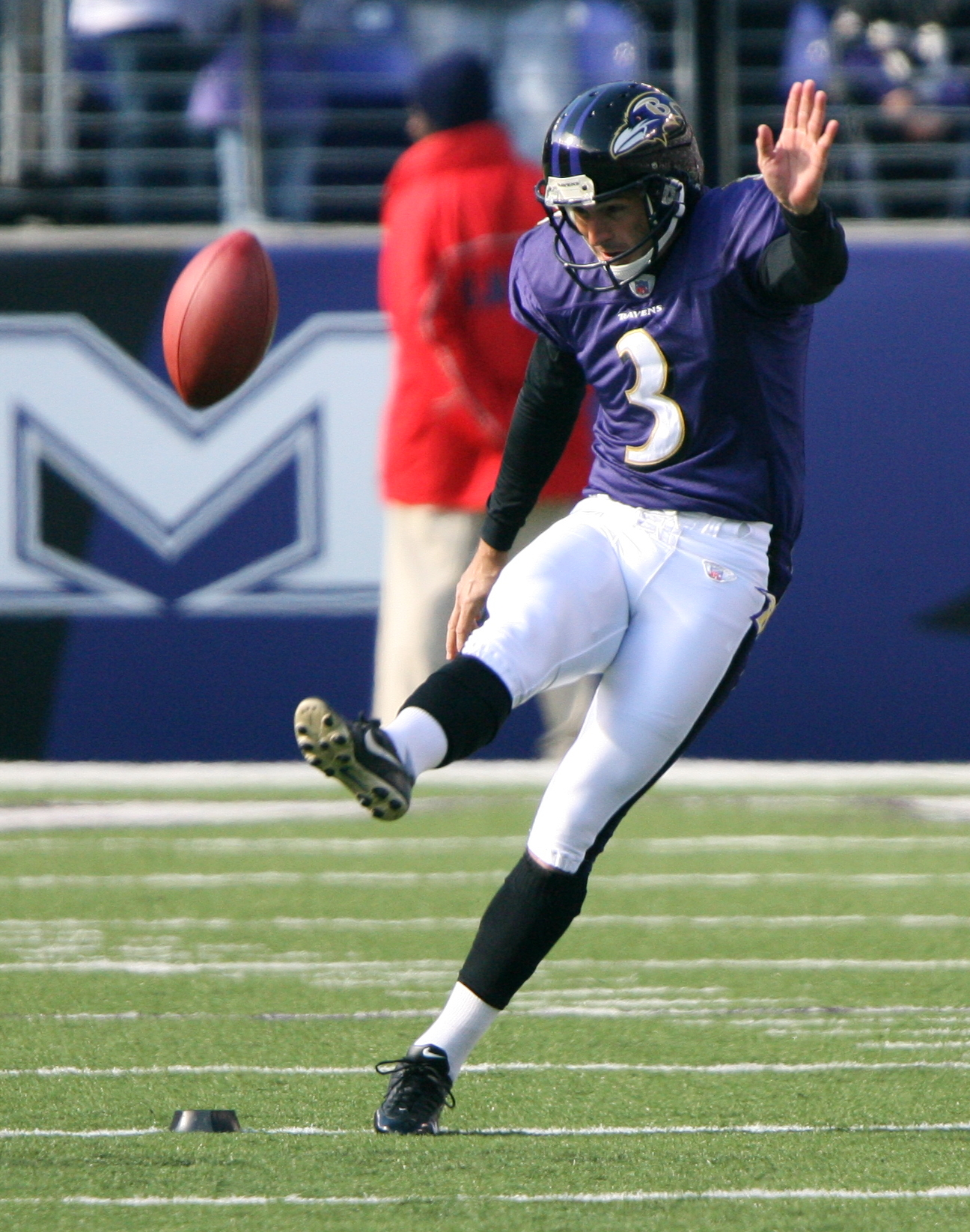
Matt Stover v akci

Ravens se pokusili obhájit titul s novým quarterbackem Elvisem Grbacem, ale zranění Jamala Lewise a špatná ofenzíva plány zhatily. Po průměrném startu 3-3 se forma zlepšila, takže výhra v posledním utkání základní části nad Vikings znamenala 10-6 a alespoň divokou kartu. V prvním kole playoff Ravens naráží na Miami Dolphins a v reminiscenci na loňskou sezónu zaznamenávají 3 turnovery, 345 ku 151 získaných yardů a vítězství 20:3. Ve druhém kole se utkávají s divizními rivaly Pittsburgh Steelers, ale tři interceptiony Grbace ukončují sezónu Ravens po porážce 10:27.
Před ročníkem 2002 naráží Baltimore na platový strop, takže je nucen prodat několik hráčů. I tak zůstávají Ravens konkurenceschopnými až do prosince, kdy řada porážek likviduje šanci na playoff.

#### Draft 2003
Ravens potřebují quarterbacka, ale poté, co jsou všichni kvalitní rozebráni, si jako číslo 10 vybírají defensive enda Terrella Suggse z Arizona State Sun Devils. Výměnou s New England Patriots za volbu v prvním kole draftu 2004 získávají jako číslo 19 quarterbacka Kyla Bollera. Patriots tak o rok později získávají defensive tackla Vince Wilforka, který je podle mnohých klíčem k zisku Super Bowlu 2003 a 2004.

### 2003 - 2005
Po sezóně 2003 Art Modell oficiálně prodává zbývajících 51% procent akcií Bisciottimu a ukončuje tak 40 let dlouhé vlastnictví NFL licence. Modell má stále kanceláře v sídle Ravens v Owings Mills v Marylandu, a působí jako konzultant.
Na startu ročníku je Boller jmenován startujícím quarterbackem, ale po zranění uprostřed sezóny je nahrazen Anthony Wrightem. Jamal Lewis zaznamenává 2,066 yardů, včetně 295 yardů v jediném utkání proti Cleveland Browns ze 14. září. Do zápasu se Seattle Seahawks zaznamenávají Ravens bilanci 5-5, ve kterém ale v posledních sedmi minutách obrací ztrátu 24:41 na vítězství 44:41 v prodloužení a následně vítězí v pěti ze šesti utkání. S 10-6 poprvé získávají titul v AFC North a utkávají se s Tennessee Titans. Skóre se přelévá ze strany na stranu, přestože Ravens naběhají pouhých 54 yardů. Titans vítězí field golem ze závěru zápasu 17:20 a sezóna baltimorských končí. Ray Lewis je podruhé v kariéře jmenován defenzivním hráčem roku.
V roce 2004 Ravens s 9-7 nedosahují na playoff, Kyle Boller zakončuje sezónu jako hlavní quarterback.
Před ročníkem 2005 se snaží rozšířit řady receiverů (druzí nejhorší v NFL 2004) podepsáním Derricka Masona od Titans a draftováním hvězdy Oklahomy Marka Claytona v Draftu 2005. Nicméně, Ravens končí sezónu s 6-10.

### 2006
Baltimore Ravens začali sezónu tím, že se pokusí vylepšit loňskou bilanci 6-10. Poprvé v historii vítězí v prvních čtyřech utkáních pod vedením bývalého quarterbacka Titans Steva McNaira. Po problémech v ofenzívě prohrávají dvě následná utkání, takže trenér Brian Billick v pauze propouští koordinátora ofenzívy Jima Fassela a přebírá jeho kompetence. Následně Ravens vítězí v 9 z 10 zápasů a získávají divizní titul.
Jako druzí v AFC mají v prvním kole volno a ve druhém se střetávají s Indianapolis Colts. Mnozí fanoušci toto historické střetnutí nazývají jako „soudný den“, protože se utkali starý a nový baltimorský tým. V jednom z nejpodivnějších utkání historie playoff oba týmy skórují pouze field góly, McNair hází 2 interceptiony včetně jednoho na 1-yardové linii. Budoucí šampióni Super Bowlu Colts vítězí 6:15, pro Ravens sezóna končí.

### 2007
Po hvězdném ročníku 2006 Baltimore věří, že ho dokáže zopakovat, ale zranění a chabá hra ničí tým, který končí poslední v AFC North s bilancí 5-11. Ponižující porážka ze 16. prosince 16:22 v prodloužení od ubohých Miami Dolphins vede k Billickově rezignaci den po skončení sezóny.

### 2008

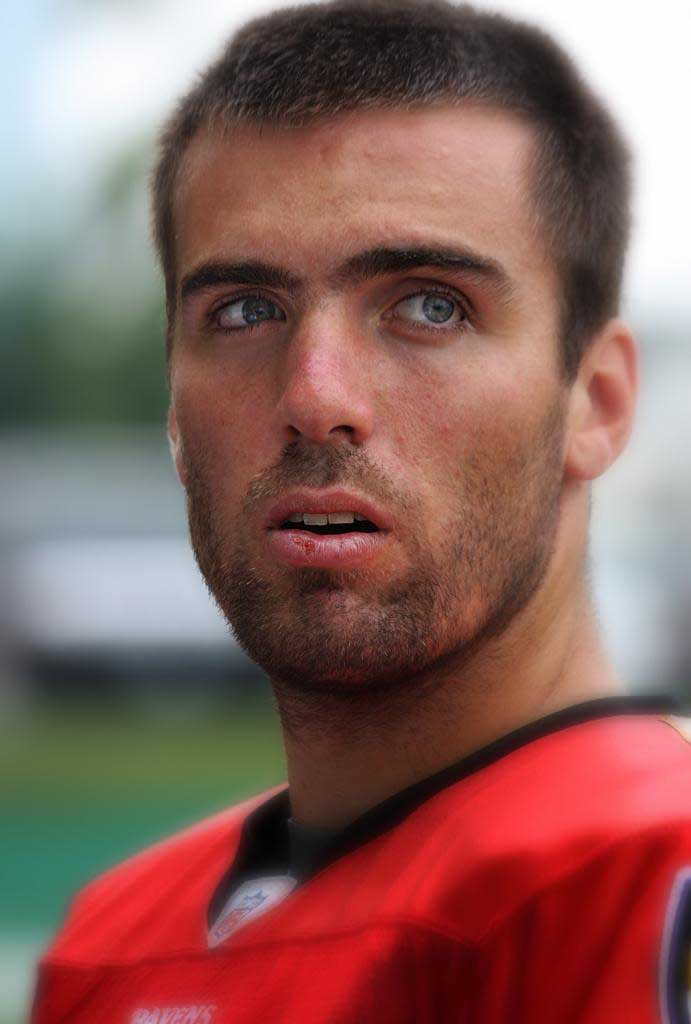
Joe Flacco

S nováčky Johnem Harbaughem (trenér) a Joem Flaccem (quarterback) vstoupil Baltimore do nové sezóny s nejistotou. Zápas druhého týdne s Houston Texans byl odložen o dva měsíce kvůli hurikánu Ike, takže Ravens museli hrát osmnáct týdnů v řadě. Po třech porážkách v řadě od Steelers, Titans a Colts bylo vítězství v utkání s Dolphins bráno jako vykoupení za předchozí rok a Ravens nabrali skvělou formu. Osm výher z 10 zápasů znamenalo šestou pozici pro nasazení do playoff. Největším úspěchem bylo vítězství 33:24 na hřišti Dallas Cowboys.
V důsledku čtyř interceptionů, z nichž jeden vyústil v touchdown Eda Reeda, poráží Ravens 4. ledna v utkání o divokou kartu Miami Dolphins 27-9. O šest dní později v Divisional Round oplácí Tennessee Titans porážku z pátého týdne a na LP Field díky field gólu Matta Stovera 53 sekund před koncem vítězí 13:10. Krůček od Super Bowlu XLIII prohrávají 18. ledna Ravens s divizními rivaly Pittsburgh Steelers 14:23.

### 2009
Posledním pamětníkem první sezóny Ravens v NFL zůstává Ray Lewis. V draftu je vybrán Michael Oher, na základě jeho raných let kariéry je později natočen úspěšný film Blind Side.

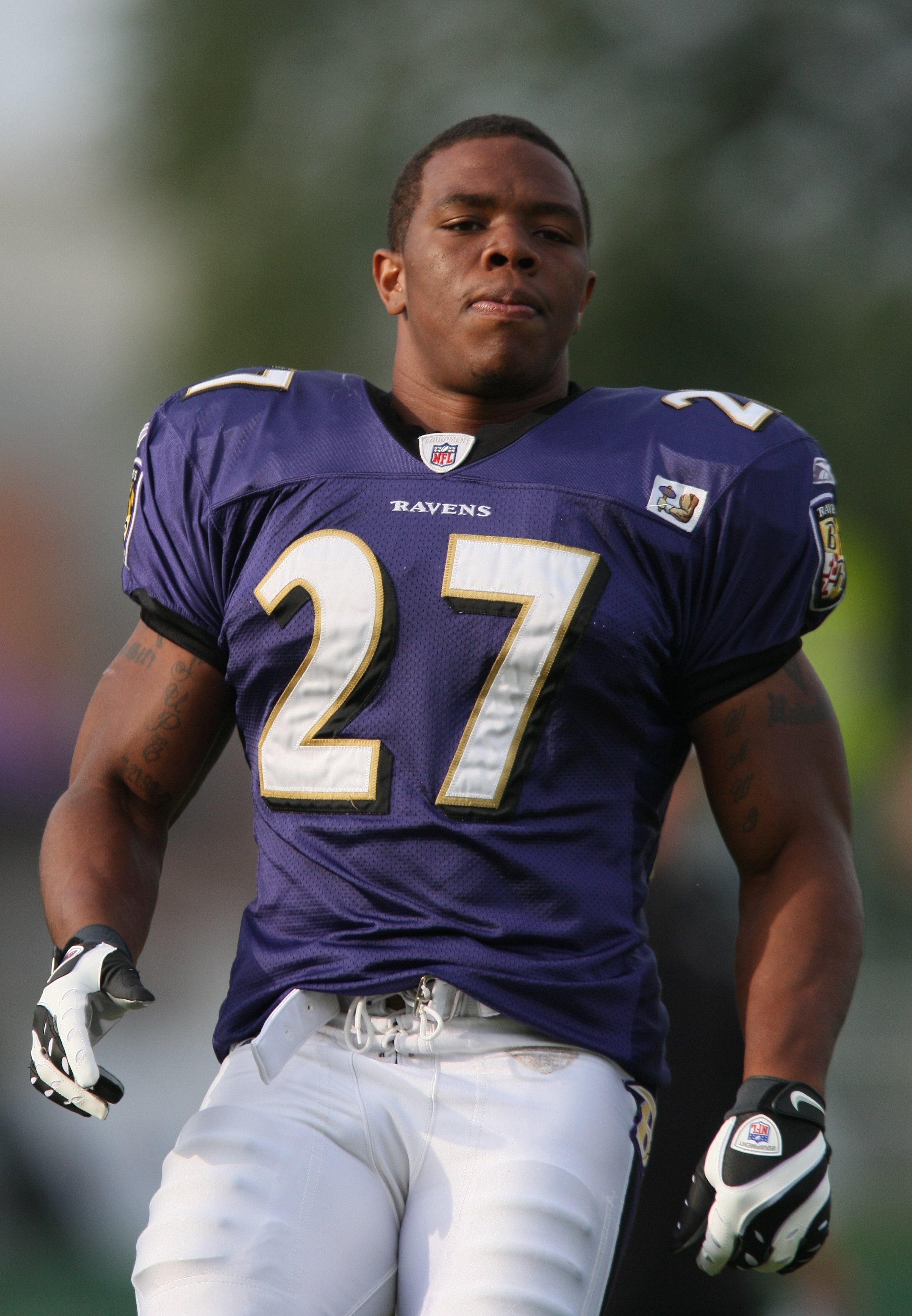
Ray Rice

V prvním utkání sezóny pokračuje ofenzíva ve zlepšení a 500 získanými yardy spolu s 38 body poráží Kansas City Chiefs 38-24. Poněkud překvapivě se nedaří jinak tradičně silné obraně, takže Ravens střídavě prohrávají a vyhrávají, až končí základní část s bilancí 9-7. Tohoto poměru dosahují i Steelers a Texans, ovšem Baltimore má proti Pittsburghu lepší mezidivizní bilanci (3-3 oproti 2-4) a proti Texans mezikonferenční bilanci (7-5 proti 6-6). V prvním kole playoff se Ravens moc šancí proti silným New England Patriots nedává, ale Ray Rice z první akce zaznamenává 83-yardový touchdown. První čtvrtina končí drtivým vedením 24-0 a je v podstatě rozhodnuto, konečné skóre zní 33:14. V AFC Divisional Round se utkávají s Indianapolis Colts vedenými Paytonem Manningem, který ve druhé čtvrtině přihrává na dva touchdowny a vítězství 3:20.

### 2010
Kromě tradičně výborné obrany se Ravens v nové sezóně mohou opřít také o výkony quarterbacka Joea Flacca, takže základní část končí s bilancí 12-4-0 a připisují si některá cenná vítězství, například nad New York Jets 10:9, Pittsburgh Steelers 17:14 nebo držiteli Super Bowlu New Orleans Saints 30:24. I tak končí v divizi až na druhém místě za Steelers, kteří při stejném poměru vítězství a porážek mají lepší bilanci v rámci divize (5-1 Steelers proti 4-2 Ravens), takže do playoff nastupují až z páté pozice. Přesto jsou v duelu s Kansas City Chiefs favority a tuto roli splňují, když ve druhém poločase drtí soupeře 20:0 a celkově 30:7. Ve druhém kole se střetávají se Steelers. Začátek utkání mají Ravens fantastický a v poločase vedou 21:7, ale krátce po přestávce snižuje 9-yardovým touchdownem tight end Heath Miller a Hines Ward 8-yardovým touchdownem vyrovnává. Na následující field gól ještě Ravens odpovídají stejnou mincí, jenže na Mendenhalův touchdown už ne a Steelers vítězí 24:31.

### 2011
Ravens znovu míří vysoko, což dokazují vítězstvím 35:7 v prvním kole na nenáviděnými rivaly z Pittsburghu. Ve všech osmi domácích utkáních Baltimore vítězí, z venku si přiváží čtyři porážky, ale na druhou stranu vítězí na hřištích Bengals, Browns a hlavně znovu nad Steelers. Právě tento fakt pomáhá Ravens k zisku divizního titulu. Ti se mohou znovu opřít o tradičně skvělou defenzívu (2. nejlepší v lize), ve které ohromuje Terrell Suggs, který je za své výkony vyhlášen Defenzivním hráčem roku. V ofenzívě dominuje běhací útok vedený Rayem Ricem, ale slušné výkony podává také quarterback Joe Flacco. V prvním kole playoff má druhý nasazený Baltimore pauzu a v semifinále konference poráží na domácím stadionu Houston Texans 20:13. Hosté hrají až se třetím quarterbackem a po první čtvrtině prohrávají 3:17, ale po snížení ve druhé čtvrtině nezaznamenají ve druhém poločase ani bod a prohrávají. Finále konference na hřišti New England Patriots je od začátku až do konce vyrovnané, domácí se před koncem dostávají do vedení 23-20. Lee Evans poté při druhý a 1 nezachytí touchdownovou přihrávku a následně Billy Cundiff nepromění jednoduchý field gól z 32 yardů, který by znamenal alespoň prodloužení. Sezóna končí a znovu vyvstávají otazníky nad dalším pokračováním veteránů Eda Reeda a Raye Lewise.

### 2012 – šampióni Super Bowlu XLVII a konec jedné éry

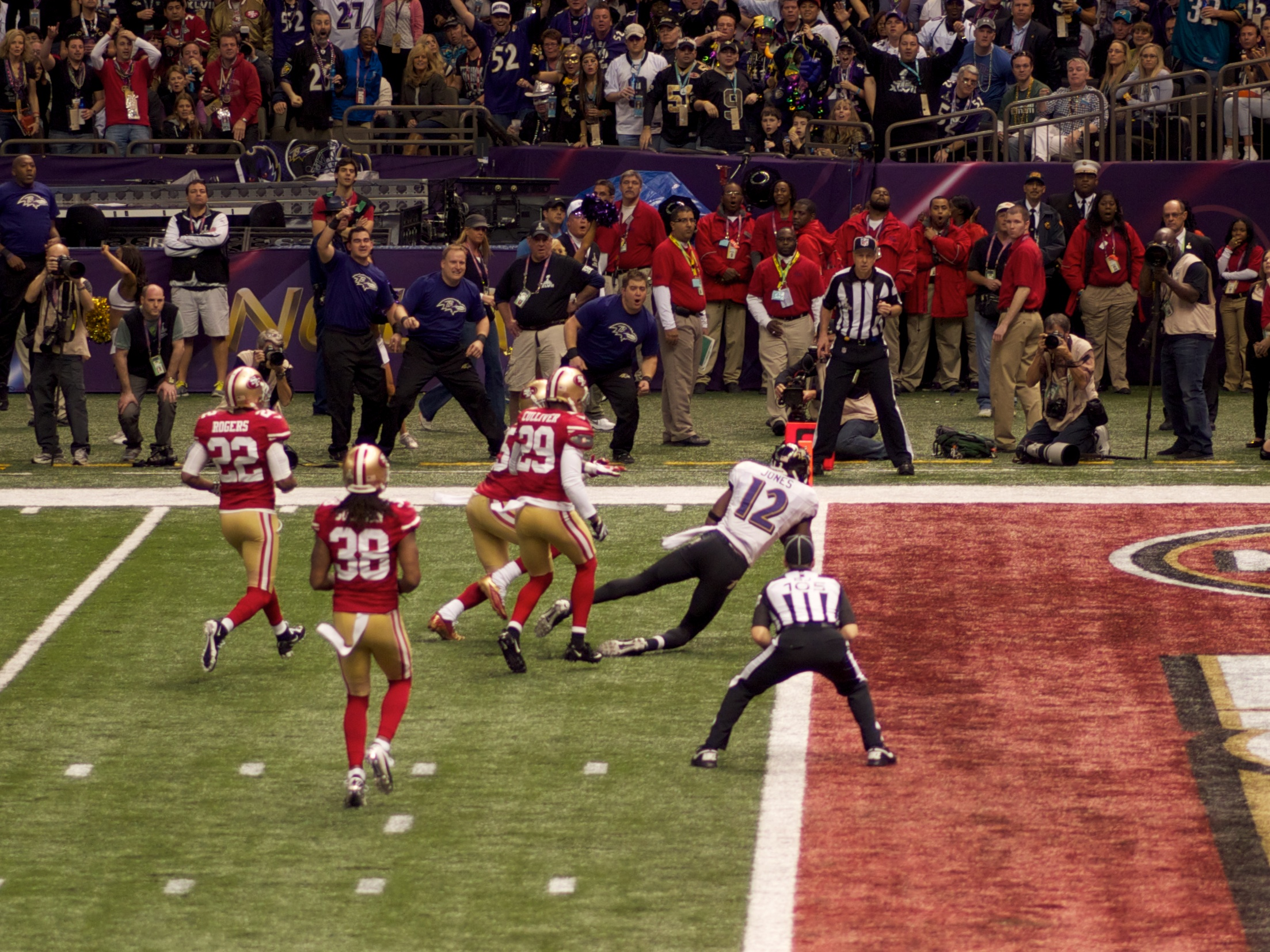
Jacoby Jones atakuje endzónu San Francisca během druhé čtvrtiny Super Bowlu XLVII.

Přes mnohá zranění v defenzívě na začátku sezóny odstartovali Ravens soutěž výborně, a i s Edem Reedem a Rayem Lewisem v sestavě zvítězili v devíti z prvních jedenácti utkání. Šest zápasů ovšem skončilo rozdílem sedmi bodů nebo menším a protože ofenzíva pod vedením Joea Flacca začala nově praktikovat no-huddle offense, velký díl zodpovědnosti za výsledky stále ležel na obraně. Po domácí porážce 20:23 s úhlavním nepřítelem z Pittsburghu Ravens prohráli také dva další zápasy a odvolaného ofenzivního koordinátora Cama Camerona nahradil Jim Caldwell. Vítězství nad New York Giants 33:14 definitivně zajistilo Ravens divizní titul, nicméně kvůli porážce 17:23 v posledním kole s Bengals byli nasazeni do play-off až na čtvrtém místě.
Ray Lewis oznámil, že zápas prvního kola play-off proti pátým nasazeným Colts bude posledním v jeho kariéře nad domácím stadionu. Jím vedená obrana poté dovolila skórovat Colts pouze tři field góly a protože Joe Flacco přihrál na tři touchdowny, domácí zvítězili 24:9. V semifinále konference se v útočně laděném utkání střeli Ravens s Denver Broncos. Domácí Broncos si celé utkání udržovali mírný náskok, ale 41 sekund před koncem zápasu za stavu 28-35 hodil Flacco dalekonosnou přihrávku na Jacobyho Jonese, který ji proměnil v touchdown a šlo se do prodloužení. V něm si na své 45-yardové linii Peyton Manning připsal interception a Ravens proměnili následný field-gól, čímž postoupili do finále konference. Zde se střetli s New England Patriots a po prohrané první půli zápas úplně otočili. Nedovolili Patriots zaznamenat ani bod, sami jich dali 21 a po vítězství 28:13 se podruhé v historii klubu probojovali do Super Bowlu.
Zde se střetli s šampiony konference AFC, San Franciscem 49ers, které vedl bratra trenéra Ravens Johna Harbaugha Jim. Ravens vstoupili do zápasu skvěle a v poločase vedli 21:6, když Joe Flacco přihrál na tři touchdowny Boldinovi, Pittovi a Jonesovi, přičemž San Francisco se "zmohlo" pouze na dva field góly. A když z první akce druhé půle vrátil kickoff Jacoby Jones do touchdownu, zdálo se rozhodnuto. Pak ovšem nastal nechvalně známý výpadek světel, který trval 34 minut a po něm nastartovali 49ers velký návrat. Ještě ve třetí čtvrtině dosáhli touchdownu Frank Gore a Michael Crabtree, a po field gólu Akerse už byl rozdíl mezi oběma týmy pouze 5 bodů. Deset minut před koncem po dalším touchdownu zkusilo San Francisco vyrovnat, ale pokus za dva body nebyl úspěšný. Rozhodující moment nastal v čase 1:46 před koncem, kdy se Colin Kaepernick snažil najít přihrávkou v end zóně Michaela Crabtreeho. Ten zde svedl tvrdý souboj s Defensive backem Ravens Jimmy Smithem, výsledkem byla bohužel pro 49ers pouze nezachycená přihrávka. Ke kontaktu mezi oběma hráči došlo ještě před příletem míče, nicméně žádný faul nebyl hlášen. Ravens tak druhou účast v Super Bowlu proměnili v druhé vítězství a Joe Flacco byl vyhlášen nejužitečnějším hráčem utkání.

### 2013
Po odchodu mnoha opor skládají Ravens nový tým a výsledky tudíž nejsou takové, jaké se od obhájce Super Bowlu očekávají. Pod tlak veřejnosti se dostává především quarterback Joe Flacco, jenž podepisuje šestiletou smlouvu na 120 milionů dolarů, čímž se v tu chvíli stává nejlépe placeným hráčem v historii NFL, ovšem jeho výkony na hřišti tomu neodpovídají a po sezóně je přinucen přistoupit na snížení platu. Z prvních deseti utkání vítězí Baltimore "pouze" ve čtyřech, kdy hned pět porážek je rozdílem šesti bodů nebo menším. Následují čtyři vítězství v řadě a play-off je znovu na dosah, jenže drtivé porážky od Patriots (7:41) a Bengals (17:34) ničí sen o obhajobě Super Bowlu.

## Spor o logo
První logo na helmách používané mezi roky 1996 – 1998 znázorňuje roztažená havraní křídla ve fialové a černé barvě se štítem uprostřed, na kterém je uprostřed nakresleno písmeno B, nahoře slovo Ravens, a dole malý bílý kříž. Obvodní soud potvrdil verdikt poroty, že logo porušuje autorská práva Fredericka E. Bouchata, amatérského umělce z Marylandu.
Bouchat doložil, že svůj návrh loga odeslal na Maryland Stadium Authority faxem poté, co bylo potvrzeno získání týmu NFL Baltimorem. Když bylo logo zveřejněno, nebyl uveden jako autor. Bouchat žaloval klub a prohlašoval, že je návrhářem znaku; zástupci týmu tvrdili, že logo bylo navrženo nezávisle. Soud rozhodl ve prospěch Bouchata s tím, že majitel týmu Modell měl přístup k jeho práci. Bouchatův fax dorazil k Johnu Moagovi, předsedovi Maryland Stadium Authority, jehož kancelář byla umístěna ve stejné budově, jako Modellova. Bouchatovi nakonec nebyla přiřčena finanční náhrada za škody.
Deník Baltimore Sun vyhlásil novou soutěž o logo a představil tři návrhy. Fanoušci si vybrali havraní hlavu z profilu. Art Modell souhlasil, ale požadoval zakomponovat písmeno B někam do loga. Současné logo tak splňuje oba tyto požadavky.

## Uniformy
Design uniforem Ravens zůstal v podstatě beze změny od inaugurační sezóny 1996. Helmy jsou černé se dvěma zužujícími se fialovými pruhy od masky na vrchol přilby. Hráči standardně nosí fialové dresy doma a bílé venku. V roce 1996 tým nosil černé kalhoty s jedním velkým bílým pruhem na všechny zápasy. Dík kombinaci fialový dres - černé kalhoty se Ravens stali prvním týmem NFL, který v domácích zápasech nosí tmavou kombinaci. V listopadu 2004 představil tým třetí alternativní sadu, černé dresy s černými kalhotami a ponožkami. Od té doby nosí tuto kombinaci pouze při utkáních v hlavním vysílacím čase a při jiných významných zápasech. Po několika změnách se 5. prosince 2010 proti Steelers vracejí Ravens k fialovému dresu a černým kalhotám.

## Hráči

### Členové Síně slávy profesionálního fotbalu
| Členové Baltimore Ravens v Síni slávy profesionálního fotbalu |                 |                   |                 |               |                                  |
| Číslo                                                         | Jméno           | Pozice            | V klub v letech | Datum zvolení | Poznámka                         |
| —                                                             | Mike Singletary | Linebacker/Trenér | 2003–2004       | 1998          | Zvolen jako Linebacker           |
| —                                                             | Ozzie Newsome   | Generální manažer | 1996–současnost | 1999          | Zvolen jako Tight end            |
| 26                                                            | Rod Woodson     | Safety            | 1998–2001       | 2009          | Šampion Super Bowlu XXXV         |
| 82                                                            | Shannon Sharpe  | Tight End         | 2000–2001       | 2011          | Šampion Super Bowlu XXXV         |
| 37                                                            | Deion Sanders   | Cornerback        | 2004–2005       | 2011          |                                  |
| 75                                                            | Jonathan Ogden  | Offensive tackle  | 1996–2007       | 2013          | Šampion Super Bowlu XXXV         |
| 52                                                            | Ray Lewis       | Linebacker        | 1996–2012       | 2018          | Šampion Super Bowlů XXXV a XLVII |
| 20                                                            | Ed Reed         | Safety            | 2002–2012       | 2019          | Šampion Super Bowlu XLVII        |

### Hráči draftovaní v prvním kole
za posledních deset sezón
| Rok  | Pořadí | Jméno hráče                | Pozice                | Univerzita                                            |
| 2010 |        | nikdo                      |                       |                                                       |
| 2011 | 27     | Jimmy Smith                | Cornerback            | University of Colorado Boulder                        |
| 2012 |        | nikdo                      |                       |                                                       |
| 2013 | 32     | Matt Elam                  | Safety                | University of Florida                                 |
| 2014 | 17     | C. J. Mosley               | Inside linebacker     | University of Alabama                                 |
| 2015 | 26     | Breshad Perriman           | Wide receiver         | University of Central Florida                         |
| 2016 | 6      | Ronnie Stanley             | Offensive tackle      | University of Notre Dame                              |
| 2017 | 16     | Marlon Humprey             | Cornerback            | University of Alabama                                 |
| 2018 | 25 32  | Hayden Hurst Lamar Jackson | Tight end Quarterback | University of South Carolina University of Louisville |
| 2019 | 25     | Marquise Brown             | Wide receiver         | University of Oklahoma                                |